# Phalanger vestitus
Phalanger vestitus is een zoogdier uit de familie van de koeskoezen (Phalangeridae). De wetenschappelijke naam van de soort werd voor het eerst geldig gepubliceerd door Alphonse Milne-Edwards in 1877.

## Voorkomen
De soort komt voor op Nieuw-Guinea.

## Ondersoorten
De soort telt drie ondersoorten die sterk van elkaar verschillen en die geografisch sterk van elkaar geïsoleerd zijn:
- Phalanger vestitus vestitus (Milne-Edwards, 1877) – komt voor op het Vogelkopschiereiland.
- Phalanger vestitus interpositus (Stein, 1933) – komt voor in de Weyland Range in het westelijke hoogland.
- Phalanger vestitus permixtio (Menzies & Parnetta, 1986) – komt voor in het oostelijke Hoogland van Nieuw-Guinea.